# アカバ県
アカバ県（アカバけん、محافظة العقبة）は、ヨルダンを構成する県（ムハーファザ）の1つである。
南部には県都であり紅海のアカバ湾に面した港湾・リゾートでもあるアカバ市がある。それ以外にも、荒々しい谷間であるワディ・ラム（ワーディー・ラム、Wadi Rum, وادي رم）などの観光地がある。

## 隣接する県
- タフィラ県
- マアーン県
- タブーク州
- 南部地区 (イスラエル)

## 下位行政区画

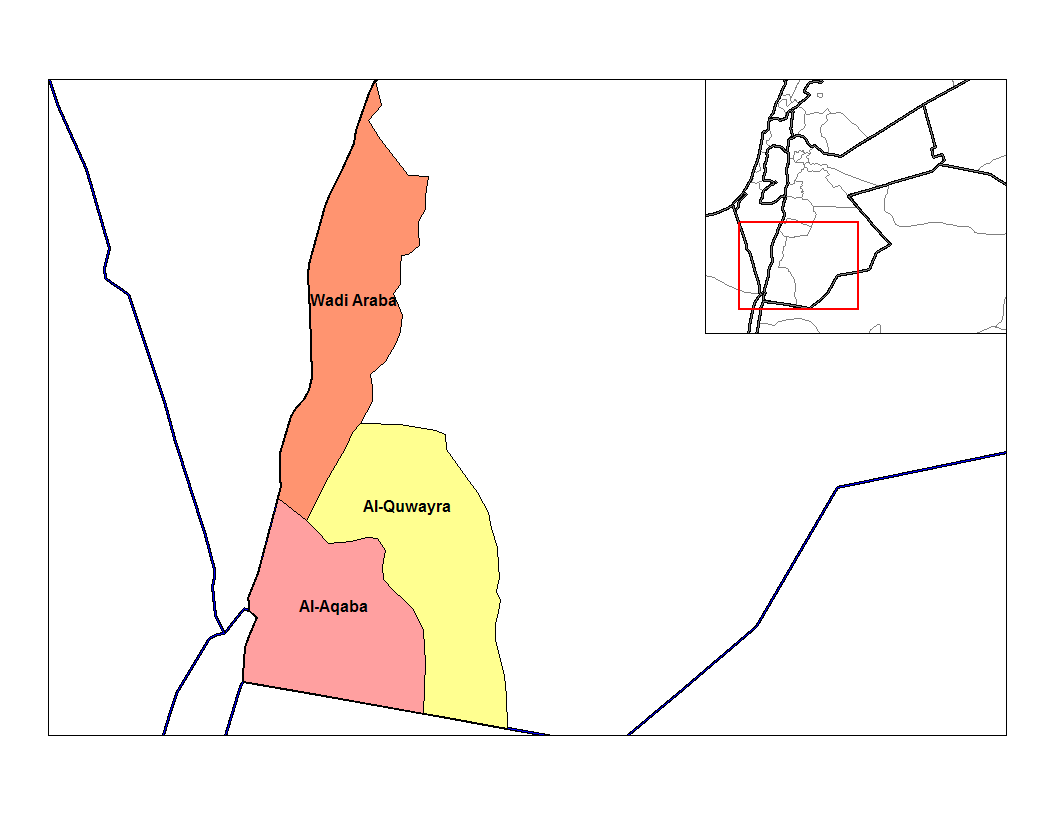
アカバ県の郡

- لواء القويرة (Liwā' al Quwayrah) Al-Qūaīrah
- لواء قصبة العقبة (Liwā' Qaşabat al ‘Aqabah) Qaṣabah al-'Aqabah

## 関連項目

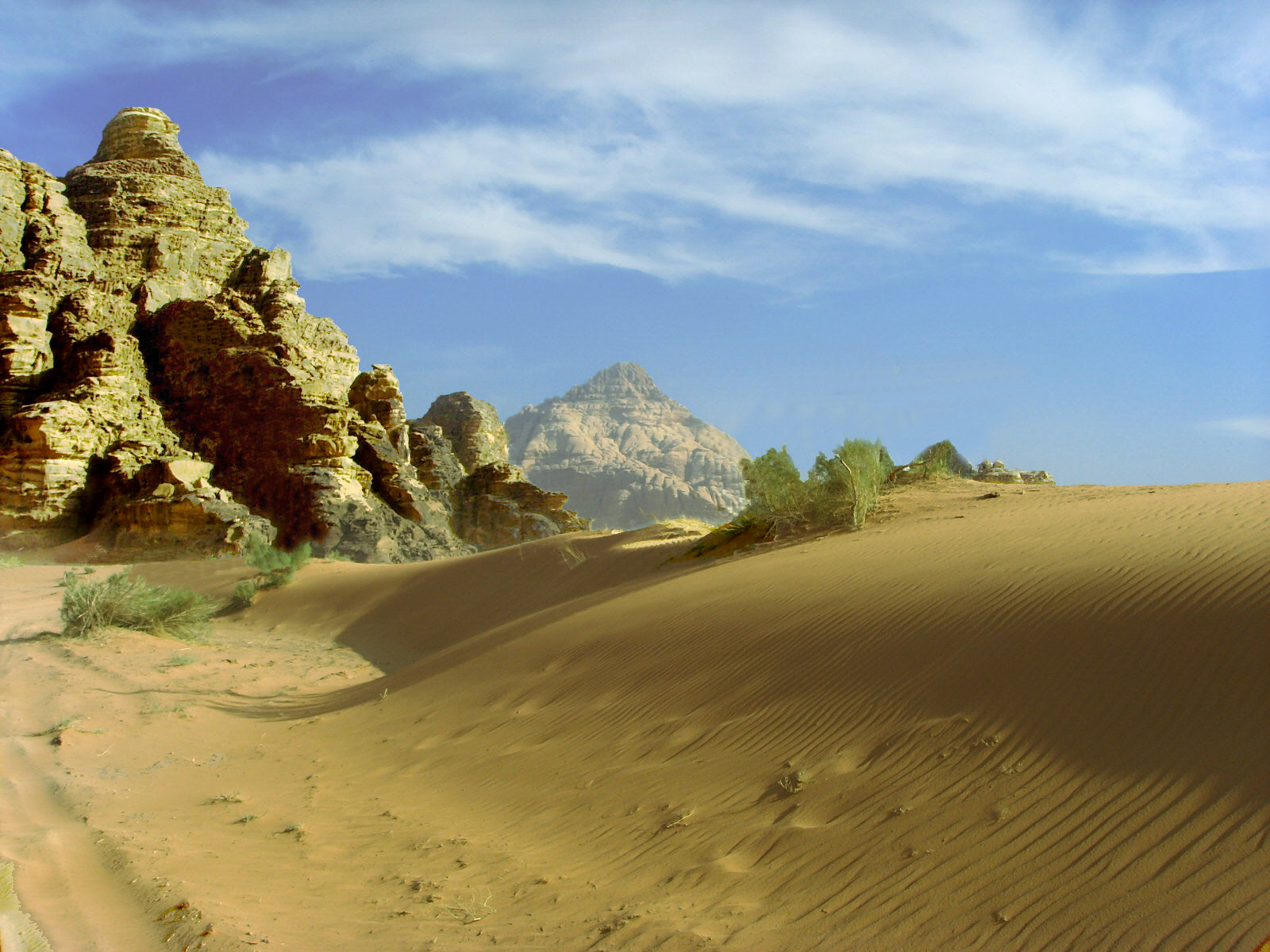
ワディ・ラム

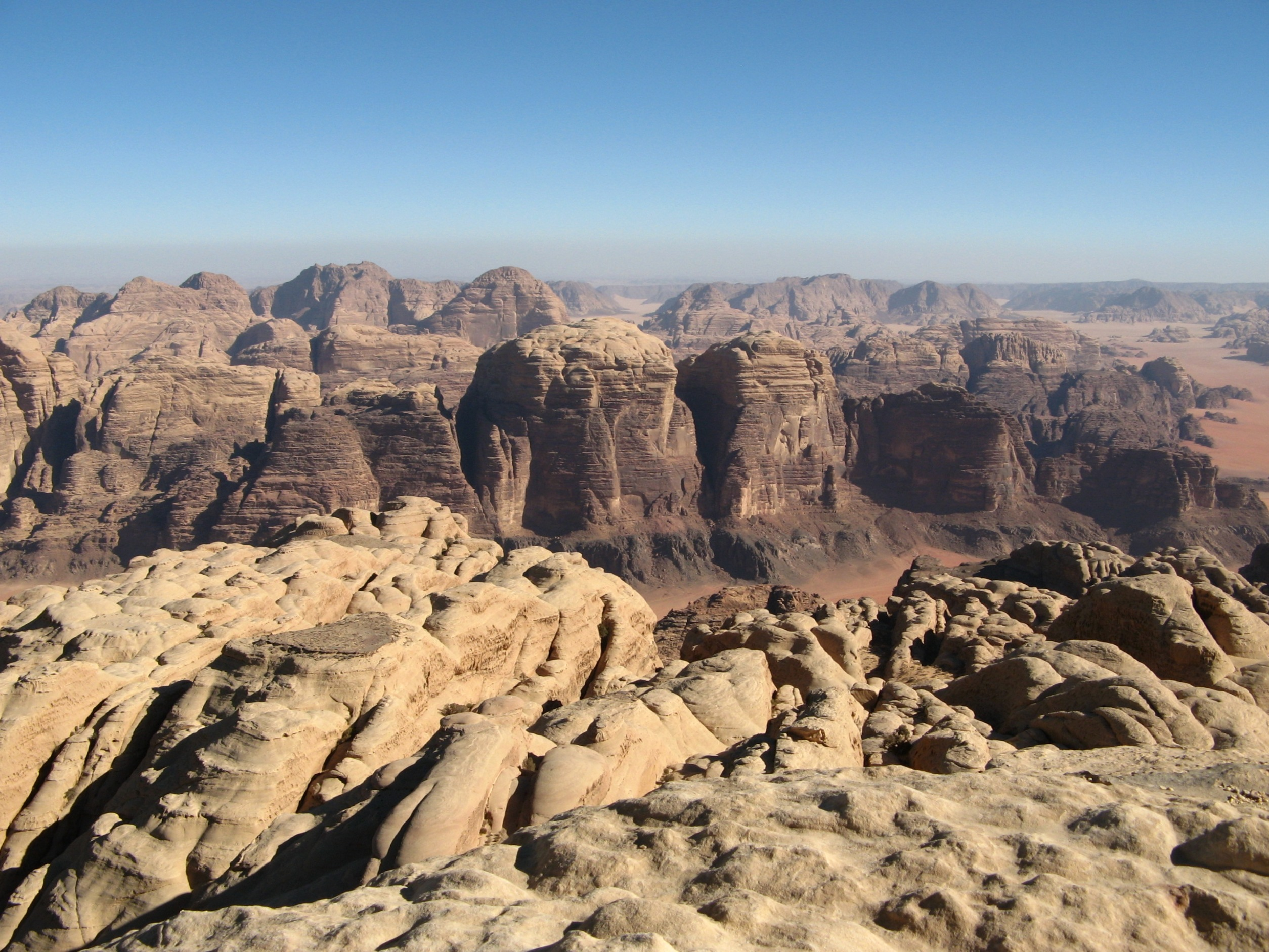
ラム山から見たワディ・ラム

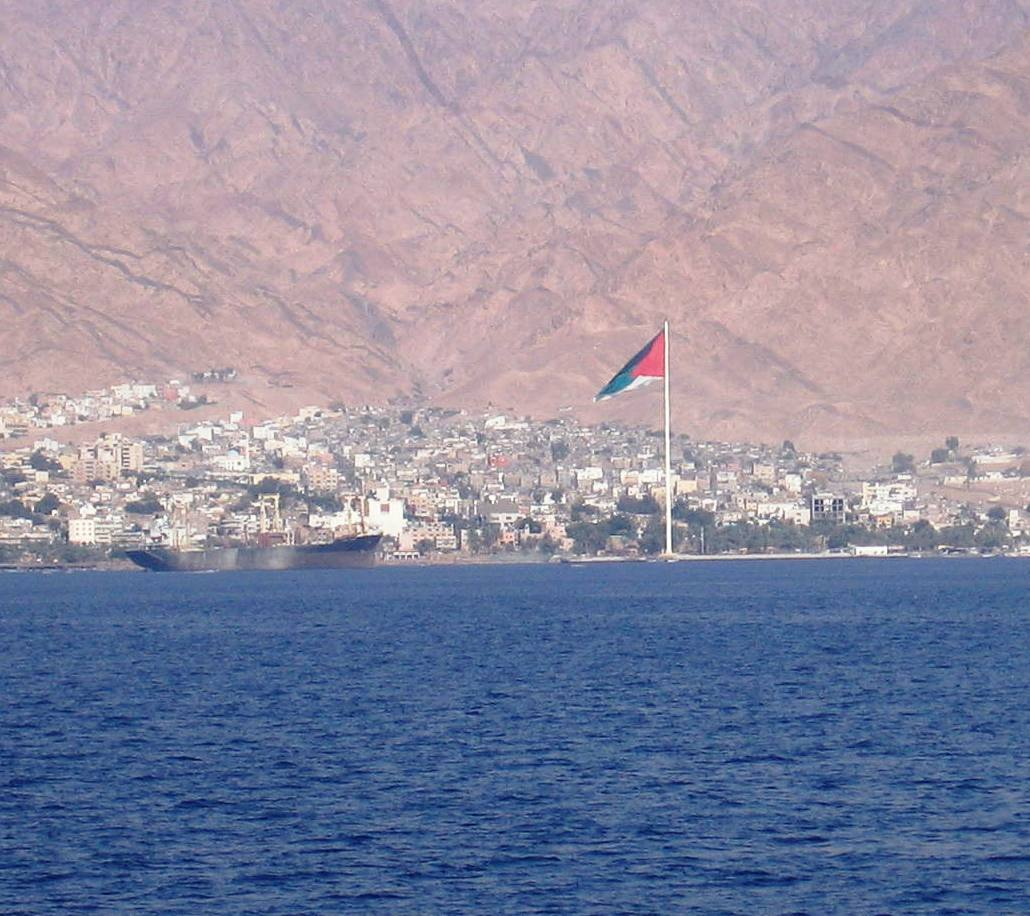
アカバ港